# Never Here
Never Here anteriormente chamado de You Were Never Here, é um filme de drama e suspense dos Estados Unidos lançado em 2017. O filme foi produzido ao longo de sete anos.

## Sinopse
Alguns eventos perturbadores levam uma artista a perder os limites entre o real e o imaginário após começar a fotografar estranhos que ela suspeita que a observa.

## Elenco
- Mireille Enos ... Miranda Fall
- Sam Shepard ... Paul Stark
- Goran Višnjić ... S
- Vincent Piazza ... Andy Williams
- Nina Arianda ... Margeret Lockwood

## Produção
Em 14 de maio de 2014, anunciou-se que Mireille Enos foi lançada no papel principal da estreia do longa-metragem/ documentário de Camille Thoman. Sam Shepard e Goran Višnjić foram posteriormente lançados. A filmagem começou em 24 de outubro de 2014 e terminou em 23 de novembro de 2014 em Nova York.

## Recepção
Ben Pearson, em sua crítica para o Slash Film, avaliou o longa com seis de dez estrelas escrevendo: "(Mireille Enos) se destaca por descrever a curiosidade [da personagem] ... À medida que os desejos e delírios de Miranda colidem para formar uma realidade incerta, Never Here fica cada vez mais desanimado. Eu não vou fingir que eu 'entendi' tudo o que este filme estava tentando dizer, mas se você estiver no mercado para um suspense atmosférico discreto que explora a identidade com a tensão ocasional, você poderia fazer pior."
Kino McFarland, do Night Marish Conjurings disse que o longa "é um esforço para não ser ignorado. A cinematografia é habilidosa e a atuação, particularmente pela Enos, é perfeita. A história, no entanto, deixa um pouco a desejar. Porque o filme é tão pesado no simbolismo e arte, o enredo parece ser uma reflexão tardia às vezes. No entanto, definitivamente é um filme que requer uma repetição de visualização e algum pensamento antes de tudo ser compreendido."
Michael Klug, do Horror Freak News escreveu: "Enos é tão fácil de assistir como atriz - porque há uma facilidade inerente no que ela faz na tela. (...) No desempenho, bem como no trabalho de filmagem - minha cena favorita encontra Miranda na sala de interrogatório da polícia. À medida que a câmera se fecha lentamente no rosto emocional de Enos, ela responde com "sim" e "não" e não muito mais. No que poderia ter sido um cena muito simples e uma cena agitada - oferece tensão e a chance de o Enos reagir. Lembrei-me da sequência sinfónica no brilhante filme de Nicole Kidman, Birth - onde não era nada além do personagem de Kidman - sem diálogo, apenas suas habilidades mentais na velocidade máxima. E como um todo, a atmosfera impressionante deNever Herelembrava o nascimento - que é um dos suspense/dramas mais subestimados do século XXI. Então tire essa comparação adorável como um elogio final."